# 平州 (北周)
平州，是南北朝的州。
北周武成二年（560年）在当阳县（今湖北省当阳市）置平州，下辖漳川郡、安遠郡。漳川郡下辖当阳县、临沮县、安居县，由后梁管理。天和六年（571年），北周把平州等地让给后梁。隋文帝开皇七年（587年）后梁灭亡，隋朝改平州为玉州，开皇九年（589年）废除玉州，地入荆州。